# Kerlon
Kerlon Moura Souza známý jako Kerlon (* 27. ledna 1988, Ipatinga, Brazílie) je brazilský fotbalový útočník/ofenzivní záložník a bývalý mládežnický reprezentant, od roku 2017 hráč klubu FC Spartak Trnava. Byl považován za velký talent brazilské kopané a přirovnáván k Ronaldinhovi.
Na klubové úrovni působil mimo Brazílii v Itálii, Nizozemsku, Japonsku, USA, na Maltě a na Slovensku.

## Klubová kariéra
- Cruzeiro Esporte Clube (mládež)
- Cruzeiro Esporte Clube 2005–2008
- Inter Milán 2008–2012
- →  AC ChievoVerona (hostování) 2008–2009
- →  AFC Ajax (hostování) 2009–2010
- →  Paraná Clube (hostování) 2011
- →  Nacional Esporte Clube Ltda. (hostování) 2011–2012
- Fujieda MYFC 2012–2014
- Miami Dade FC 2015
- Sliema Wanderers 2015
- Villa Nova Atlético Clube 2016
- FC Spartak Trnava 2017–[3][4]

## Reprezentační kariéra
Hrál za brazilské mládežnické reprezentace U17 a U20.